# آرنانت
آرنانت (انگلیسی: ArenaNet) شرکت بازی ویدئویی آمریکایی است، که در سال ۲۰۰۰ تأسیس شد.